# Момчил Йорданов
Момчил Йорданов (роден на 28 февруари 2007 г.) е футболист, роден в Шумен, България. Играе като централен защитник и дефанзивен халф. Вече има 3 мача за национала на Британските Вирджински острови. 

## Кариера
Йорданов прекарва цялото си детство в Обединеното кралство, но за кратко играе в България за за тима на Варненския Фратрия. Част обаче играе за втория отбор. След това се връща в Англия, ставайки част от футболната академия на Брук Хаус Колидж. След това се премества във футболното училище Бийчууд, след което се връща във Фратрия, но за кратко. От есента на миналата година рита в тима на Ийстън Боро от Национална Лига Юг, шесто ниво на английския футбол.

## Международна кариера
През декември 2023 г. Йорданов е повикан в отбора на британската колония до 20 години, където дебютира срещу Сейнт Китс и Невис. През февруари 2024 г. отново е повикан в отбора на Британските Вирджински острови до 20 години, където той и отборът му пътуват до Никарагуа, за да играят в квалификациите за първенството на КОНКАКАФ до 20 години. Йорданов изигра всяка минута от груповата фаза. След това, в последния мач срещу Ангила до 20 години, той получи капитанската лента от треньора си. През октомври 2024 г. е повикан в първия отбор на Британските Вирджински острови за мачовете от Лигата на нациите на КОНКАКАФ 2024/25 срещу Сейнт Китс и Невис и Каймановите острови на 9 и 12 октомври. Той направи официалния си дебют на 12 октомври, като влезе като резерва в мача срещу Каймановите острови. Играе първото полувреме на квалификацията за световното срещу Доминика на 4 юни, мачът завършва 3-0 за Доминика. Следващата квалификация срещу Ямайка е неизползвана смяна, победа за Ямайка с 1-0. 

## Статистика

### Национален отбор
| Британски Вирджински острови | Британски Вирджински острови | Британски Вирджински острови |
| Година                       | Приложения                   | Голове                       |
| ---------------------------- | ---------------------------- | ---------------------------- |
| 2024 г.                      | 1                            | 0                            |
| 2025 г.                      | 2                            | 0                            |
| Общо                         | 3                            | 0                            |

## Външни връзки
- Профил на Момчил Йорданов в Transfermarkt